# Fahrenheit 9/11

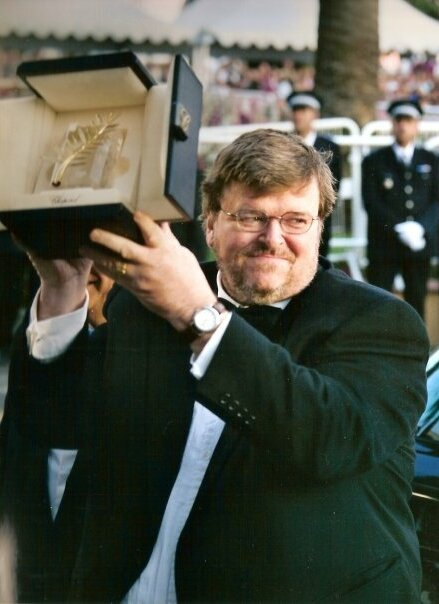
Autor dokumentu se Zlatou palmou.

Fahrenheit 9/11 je dokumentární film amerického filmaře Michaela Moorea z roku 2004, který se kriticky dívá na prezidentství George W. Bushe, válku v Iráku a jejich odraz v médiích.
Ve Fahrenheitu Moore naznačuje, že americká korporátní média toliko povzbuzovala veřejnost k invazi do Iráku a neposkytla přesnější a objektivní rozbor důvodů k ní. Příkrá kritika Bushovy administrativy v době uvedení filmu rozčeřila vlnu kontroverze, včetně zpochybňování jeho faktické přesnosti, načež Moore odpověděl uvedením zdokumentováním zdrojů k tvrzením ve filmu.
Film debutoval 17. května 2004 na Sundance Film Festival. Na filmovém festivalu v Cannes získal nejvyšší ocenění, Zlatou palmu. Ve Spojených státech měl premiéru 23. června 2004 a od té doby byl uveden v 42 dalších zemích.
K lednu 2005 činily výnosy z filmu 120 mil. dolarů v USA a přes 220 milionů celosvětově, plus 2 miliony kusů DVD za 3 měsíce od uvedení, což jsou všechno bezprecedentní hodnoty jak pro politicky zaměřený dokument nebo dokumentární film jako takový. Dále se stal „volbou lidu“ (oceněn People's Choice Awards), taktéž doposud neviděné pro dokumentární film. Dokument měl příznivou kritiku se skóre 84 % pozitivních z 221 recenzí (podle serveru Rotten Tomatoes).
Název si Moore „půjčil“ z díla Raye Bradburyho 451 stupňů Fahrenheita (v originále Fahrenheit 451). Podnázev dokumentu vysvětluje: „teplota, při které hoří svoboda.“